# Enriktningsvagn

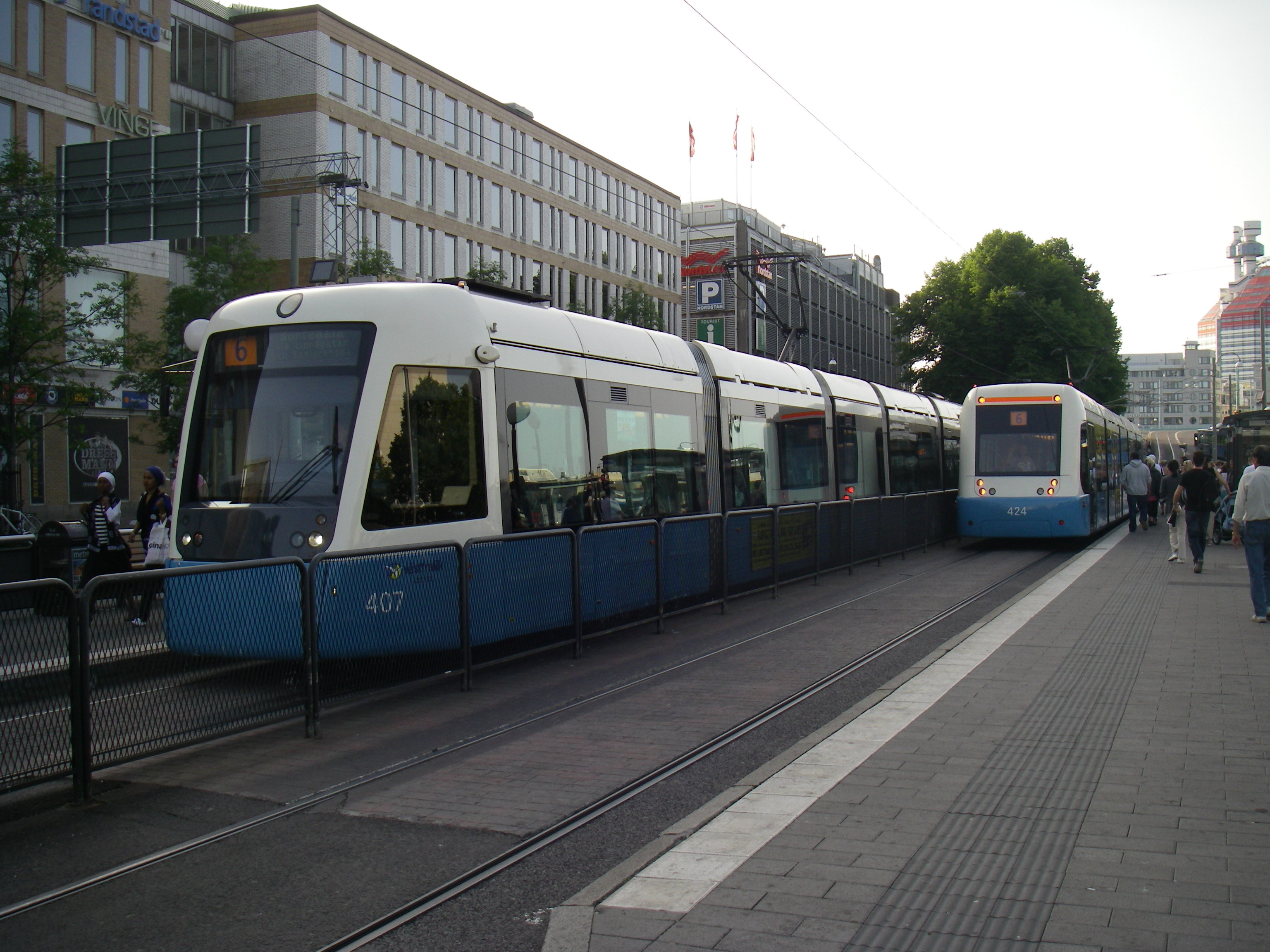
Enriktningsvagnar, som M32 i Göteborg, har bara dörrar på en sida dvs. på höger sida för högertrafik.

Enriktningsvagn (även enkelriktningsvagn) är en spårvagn med förarplats endast i ena änden. Den går följaktligen endast att köra åt ena hållet. I aktern har den ofta en rangerkontroller med fartpådrag, broms och utsignal, vilket gör det möjligt att backa med god uppsikt. En enriktningsvagn kräver vändslinga eller triangelvändning för att kunna vända och har ofta dörrar på endast ena sidan - den högra vid högertrafik. Inget hindrar dock att en enriktningsvagn ingår i ett tåg med annan vagn som gör att tåget är användbart i båda riktningarna, som en tvåriktningsvagn. Ej heller finns det något hinder för att tvåriktningsvagnar normalt används endast i en riktning. Detta kan förekomma på banor där vagnarna normalt vänder i vändslingor men där det finns tillfälliga vändplatser med övergångsväxlar. Exempel på detta är Djurgårdslinjen i Stockholm, med vändslinga i Waldemarsudde men säckvändning vid T-Centralen, och Oslo där Rikshospitalets hållplats är i säckutförande men övriga platser vänds i vändslinga. På den tiden som Angeredsbanan på GS, saknade vändslingor använde man tåg med akterkopplade höger- och vänstertrafikvagnar för att få en förarplats i tågets båda ändar men med dörrar på endast tågets ena sida.
Fördelar med en enriktningsvagn, jämfört med en tvåriktningsvagn (eller dubbelriktningsvagn), är att en större del av vagnen kan användas till passagerarutrymme och att den mindre mängden manövermekanik, dörrportaler m. m. gör den dels lättare, dels billigare i såväl inköp som underhåll. I en enriktnings höggolvsvagn brukar dessutom alla passagerare sitta i färdriktningen, vilket de flesta föredrar. I en låggolvsvagn brukar dock hjulhus och liknande framtvinga att många säten monteras baklänges eller i sidled.
Nackdelar jämfört med  tvåriktningsvagnar: Man måste ha vändslingor. Hållplatserna måste vara på samma sida över hela nätet. Man kan inte ändra mellan höger/vänstertrafik (utan att bygga om vagnarna) vilket orsakade nedläggning av de flesta spårvägslinjer i Sverige vid högertrafikomläggningen.
I Sverige används enriktningsvagnar i reguljär trafik vid Göteborgs spårväg och Norrköpings spårväg; därtill på Djurgårdslinjen i Stockholm.
För järnvägarnas motorvagnar används normalt inte enriktningsvagnar, eftersom man inte använder vändslingor.